# ونگره (استان اوپوله)
ونگره (به لاتین: Węgry) یک روستا در لهستان است که در گمینا توراوا واقع شده‌است. ونگره ۸۰۰ نفر جمعیت دارد.